# Pegaspargase
Pegaspargase, vermarktet unter dem Markennamen Oncaspar (Les Laboratoires Servier), ist eine PEGylierte Form der natürlich in dem Bakterium Escherichia coli (E. coli) vorkommenden L-Asparaginase. Sie wird als Arzneistoff in der antineoplastischen Kombinationstherapie der akuten lymphatischen Leukämie (ALL) bei Kindern und Jugendlichen sowie bei Erwachsenen eingesetzt.

## Eigenschaften
Pegaspargase (PEGylierte Asparaginase) ist ein kovalentes Konjugat von aus Escherichia coli (E. coli) gewonnener L-Asparaginase mit Monomethoxypropylenglykol (mPEG). Es entsteht durch die Reaktion zwischen Polyethylenglykolsuccinimidylsuccinat (SS-PEG) und exponierten primären Aminogruppen der Asparaginase.
L-Asparaginase (L-Asparaginamidohydrolase) ist ein tetrameres Enzym, das aus vier identischen Untereinheiten besteht, die über schwache, nicht-kovalente, weitgehend hydrophobe Wechselwirkungen miteinander verbunden sind.
Die PEGylierung ist ein etabliertes Verfahren zur Optimierung der physikochemischen Eigenschaften von biopharmazeutischen Wirkstoffen, wobei wichtige biologische Funktionen, wie z. B. enzymatische Aktivität oder Rezeptorerkennung, beibehalten werden. Die PEGylierung erhöht die Molekülgröße des Proteins, wodurch die renale Filtration verringert, die Annäherung von Antikörpern verhindert und der Abbau durch proteolytische Enzyme reduziert wird. Die veränderten physikochemischen Eigenschaften wirken sich ferner auf Anwendungseigenschaften wie Löslichkeit und Stabilität aus.
Ungefähr 69 bis 82 Moleküle mPEG mit je einer mittlere molaren Masse von 5 kDa kommen auf ein Molekü der Asparaginase.

## Therapeutische Verwendung

### Anwendungsgebiete
Pegaspargase wurde 1994 in den USA als Oncaspar zugelassen zur Behandlung der akuten lymphatischen Leukämie (ALL) bei Patienten, die gegen native Formen der L-Asparaginase überempfindlich reagieren. 2006 erfolgte die Erweiterung der Zulassung um die Erstlinientherapie der ALL als Teil einer antineoplastischen Kombinationstherapie.
In Deutschland wurde Oncaspar 1994 zugelassen zur ALL-Behandlung von gegen native L-Asparaginase überempfindlichen Patienten und 1997 im Markt eingeführt. Mit der Markteinführung nach der EU-weiten zentralen Zulassung für die antineoplastische Kombinationstherapie in der Erstlinie im Jahr 2016 wurden die nationalen Produkte aufgegeben. Die Zulassung erstreckt sich auf alle Altersgruppen einschließlich Kindern ab der Geburt.
Die Anwendung erfolgt in Kombination mit beispielsweise Vincristin, Doxorubicin und Corticosteroiden wie Prednison oder Dexamethason.
Pegaspargase steht auf der Liste der unentbehrlichen Arzneimittel der Weltgesundheitsorganisation.

### Art der Anwendung
Pegaspargase wird durch intramuskuläre Injektion oder intravenöse Infusion verabreicht. 2017 wurde die Zulassung um die Darreichungsform als gefriergetrocknetes Pulver (Lyophilisat) ergänzt, das vor der Verabreichung aufgelöst wird.

### Wirkungsmechanismus
Die Wirkung von L-Asparaginase beruht auf der enzymatischen Spaltung der Aminosäure L-Asparagin in Asparaginsäure und Ammoniak. Dadurch wird die Verfügbarkeit dieser Aminosäure für die Proteinbildung verringert. Insbesondere in Leukämiezellen, die nicht in der Lage sind, L-Asparagin selbst zu bilden, kommt es dadurch zum Zelltod (Apoptose). Hingegen vermögen normale Zellen L-Asparagin zu bilden und sind durch die durch die Asparaginase bedingte Verarmung an Asparagin weniger betroffen. Die PEGylierung hat keinen Einfluss auf die enzymatischen Eigenschaften von L-Asparaginase.

### Nebenwirkungen und Anwendungsbeschränkungen
Zu den häufigsten Nebenwirkungen gehören erhöhte Werte der Leberenzyme, erhöhtes Bilirubin im Blut, Verlängerung der aktivierten partiellen Thromboplastinzeit, erhöhte Blutfett- und Blutzuckerwerte (Hypertriglyceridämie, Hyperglykämie) und fieberhafte (febrile) Neutropenie.
Pegaspargase darf nicht angewendet werden bei Überempfindlichkeit gegen den Wirkstoff, bei schwerer Leberfunktionsstörung, bei Bauchspeicheldrüsenentzündung (Pankreatitis) – auch in der Vergangenheit, bei schwerwiegenden Thrombosen oder anderen hämorrhagischen Ereignissen im Zusammenhang mit einer früheren Asparaginase-Therapie.
In tierexperimentellen Studien mit L-Asparaginase wurde eine Teratogenität (Fruchtschädigung) beobachtet, weswegen Pegaspargase in der Schwangerschaft nicht gegeben werden sollte und Männer und Frauen während und bis sechs Monate nach der Behandlung eine sichere Verhütungsmethode anwenden müssen. Es ist nicht bekannt, ob Pegaspargase in die Muttermilch übertritt.

### Studien
In der EU basiert die Zulassung für die Erstlinientherapie von Patienten mit neu diagnostizierter ALL mit unterschiedlichen Risikomerkmalen und ohne Überempfindlichkeit gegen E.-coli-L-Asparaginase auf drei klinischen Studien.
- In der Hauptstudie CCG-1962, einer offenen, randomisierten, aktiv kontrollierten Studie, an der 118 Kinder im Alter von 1 bis 9 Jahren mit neu diagnostizierter ALL teilnahmen, waren 75 % der mit Pegaspargase – in Kombination mit anderen Arzneimitteln – behandelten Kinder nach sieben Jahren frei von Krebs, ohne Rückfall oder erneute Krebsentwicklung in diesem Zeitraum („ereignisfreies Überleben“, event free survival, EFS). Im Vergleich dazu betrug das EFS bei den mit nativer E.-coli-L-Asparaginase behandelten Kindern 66 %. Die Häufigkeit und die Art der UAW waren in den Behandlungsarmen vergleichbar.[1]
- In zwei weiteren Studien AALL07P4 (insgesamt 166 neu diagnostizierte Patienten im Alter von 1 bis 31 Jahren) und DFCI 11-001 (insgesamt 239 Patienten neu diagnostizierte Patienten im Alter von 1 bis 22 Jahren) wurde Pegaspargase im Rahmen einer Polychemotherapie mit einem Präparat auf Basis einer PEGylierten modifizierten Asparaginase verglichen. EFS und Gesamtüberleben in der Pegaspargase-Gruppe betrug nach vier Jahren 81,6 % bzw. 90,4 % (AALL07P4) und nach einem Jahr 98 % bzw. 100 % (DFCI 11-001).[9]

Die randomisierte, offene Studie DFCI-05-001 schloss 551 Kinder und Jugendliche im Alter von 1 bis 18 Jahren mit neu diagnostizierter ALL ein. Sie wurden intravenös mit Pegaspargase oder intramuskulär mit nativer E.-coli-L-Asparaginase behandelt. Sowohl das krankheitsfreie Überleben als auch das Gesamtüberleben nach 5 Jahren war in beiden Gruppen etwa gleich. Die Nebenwirkungen waren ebenfalls vergleichbar, jedoch wurde sowohl von den Patienten als auch von deren Eltern über signifikant mehr Angst in der E.-coli-L-Asparaginase-Gruppe berichtet.
Pegaspargase wurde auch für die Therapie bei ALL-Patienten mit Überempfindlichkeit gegen native E.-coli-L-Asparaginase klinisch geprüft. In sechs offenen Studien wurden Patienten mit rezidivierender/refraktärer ALL untersucht, wobei insgesamt 94 Patienten mit einer früheren allergischen Reaktion gegenüber nativer E.-coli-L-Asparaginase mit Pegaspargase behandelt wurden. Fünf der Studien wurden hinsichtlich der höchsten therapeutischen Ansprechrate während der gesamten Studie analysiert, in weiteren Analysen wurde das Ansprechen bestimmter Patienten in der Induktionsphase bzw. in der Erhaltungsphase beurteilt.